# 比拉科波斯/坎皮納斯國際機場
比拉科波斯/坎皮納斯國際機場（葡萄牙語：Aeroporto Internacional de Viracopos/Campinas，IATA代碼：VCP，ICAO代碼：SBKP）是巴西的一座國際機場，位於聖保羅州的坎皮納斯。
坎皮納斯國際機場的興建工程於第二次世界大戰結束後不久展開。起初僅作為貨物空運用途，機場在1960年大幅擴建，並開始營運國際商業航班。在1985年瓜魯柳斯國際機場竣工之前，坎皮納斯國際機場是聖保羅最重要的聯外機場。
2008年，藍色巴西航空（Azul）成立並將坎皮納斯國際機場設為主要樞紐機場，此後坎皮納斯國際機場旅客人數快速上升。2024年坎皮納斯國際機場旅客進出人次達12,395,874人，是巴西國內最繁忙的機場之一。